# Ipoglicemia
Ipoglicemia (in greco υπογλυκαιμία) è un termine medico che indica uno stato patologico causato da (e definito come) un basso livello di zuccheri (glucosio) nel sangue. L'ipoglicemia provoca una nutrita serie di effetti e sintomi, la maggior parte dei quali originata da uno scarso afflusso di glucosio al cervello, che ne riduce le funzioni cognitive (neuroglicopenia): questa diminuzione della funzione cerebrale può andare da un vago senso di malessere al coma e in rari casi alla morte. Una condizione di ipoglicemia può avere origine da molte cause diverse, e può accadere a qualsiasi età.

## Descrizione

### Livelli di glucosio
Il livello di glucosio nel sangue (glicemia) è definito come limite inferiore e varia a seconda della definizione adottata, se si considera la media della popolazione, la probabilità degli effetti o la risposta metabolica. Qui viene espressa la glicemia in milligrammi per decilitro (mg/dL), che è l'unità di misura adottata in Europa (in Nord America la glicemia viene in genere espressa in millimoli per litro, mmol/L; per convertire valori da mg/dL a mmol/L basta dividere i primi per 18).
Ricerche condotte su adulti sani hanno dimostrato che la capacità mentale cala in modo misurabile quando la glicemia scende sotto i 65 mg/dL, e se il glucosio scende ancora, sotto i 54 mg/dL si attivano dei meccanismi ormonali di difesa (adrenalina e glucagone). Studi su un grosso numero di bambini e giovani adulti hanno mostrato che è molto raro che i livelli di glucosio nel sangue restino stabilmente sotto i 60 mg/dL o sopra i 100 mg/dL: d'altra parte casi del genere esistono, e vi sono persone che pur avendo normalmente una glicemia al di sotto di questo intervallo non mostrano sintomi particolari, né danno segni di malattia.
Nell'infanzia e nella prima fanciullezza la glicemia è un po' più bassa che nell'età adulta, sebbene comunque sopra i 60 mg/dL, dopo il periodo neonatale. Nei neonati, stabilire quale sia il livello di glucosio "normale" è più difficile; dagli studi e dall'esperienza clinica non è raro riscontrare neonati perfettamente in salute con una glicemia di 36 mg/dL o addirittura 27 mg/dL fin dal primo giorno di vita. Sembra evidente che il cervello dei neonati è in grado di sfruttare fonti di energia alternative al glucosio, in caso di necessità. I neonatologi continuano a discutere su come sia possibile e su quali rischi comporti una glicemia tanto bassa, ma l'opinione generale sembra concordare nell'indicare un livello di 60 mg/dL come ottimale. Nei neonati malati, sottopeso o prematuri un basso livello di glucosio è anche più comune: in tali circostanze la raccomandazione è di tenere la glicemia almeno a 40 mg/dL. Alcuni indicano come meta terapeutica da raggiungere i 72 mg/dL, soprattutto in caso di iperinsulinismo, quando le fonti alternative di energia potrebbero essere meno disponibili.
I valori di glucosio citati sopra sono riferiti al siero venoso: per gli scopi clinici, il livello di glucosio nel plasma e nel siero dei capillari è quasi identico, e nel sangue arterioso è leggermente più alto. Nel sangue intero invece il livello complessivo di glucosio (quello misurato dai glicometri portatili "da dito" per diabetici) è più basso di circa il 15%: se aggiungiamo che questi apparecchietti hanno un margine di errore del 15%, si può avere una lettura di glicemia di 40 mg/dL quando in realtà è 54 mg/dL, bassa, ma non ancora critica.
Ci sono altri due fattori che influenzano il valore misurato della glicemia: primo, la differenza fra livello di glucosio nel sangue intero e nel siero è maggiore quando l'ematocrito è alto, come nei neonati (un alto livello di ematocrito nei neonati può ulteriormente confondere i glicometri). Secondo, se il campione di sangue non viene posto in provette al fluoruro o non viene immediatamente trattato per separare il siero dalle cellule che contiene, queste consumeranno lentamente il glucosio nel siero, abbassandone la concentrazione (consumo in vitro).

### Fisiopatologia
Come la maggior parte dei tessuti animali, il metabolismo del cervello dipende principalmente dal glucosio come fonte di energia nella maggior parte dei casi. Alcuni tessuti, come i muscoli, il fegato, i reni, l'intestino e perfino i globuli bianchi, possono immagazzinare una certa quantità di glicogeno come riserva cui attingere se la glicemia scende troppo: il cervello invece non ha riserve e dipende interamente dal sangue per il rifornimento di glucosio necessario, che arriva ai neuroni e alle altre cellule nervose per diffusione dai capillari. Perciò, se la concentrazione di glucosio nel sangue diminuisce, il cervello è il primo organo a risentirne.
L'importanza di fornire la necessaria quantità di glucosio al cervello è evidente dal numero e varietà di meccanismi (nervosi, ormonali e metabolici) che scattano appena la glicemia scende sotto il livello di guardia; la maggior parte sono difensivi o adattativi, e tendono a ridurre il consumo di energia e ad alzare la glicemia agendo sulla glicogenolisi e sulla gluconeogenesi, o attivano fonti di energia alternative.

## Segnali e sintomi di ipoglicemia
I sintomi e gli effetti dell'ipoglicemia possono essere divisi in quelli prodotti dai sistemi di regolazione ormonali (adrenalina e glucagone) che si innescano al diminuire della glicemia, e in quelli neuroglicopenici prodotti dall'insufficiente apporto di glucosio al cervello.

### Effetti adrenergici
- Nervosismo immotivato;
- Palpitazioni e tachicardia inspiegabili;
- Pallore e sudore freddo improvvisi;
- Pupille dilatate;
- Fame;
- Giramenti di testa persistenti;
- Sincope.

### Effetti glucagonici
- Fame, borborigmi;
- Nausea, vomito, malessere addominale.

### Effetti neuroglicopenici
- Stato mentale alterato, instabilità;
- Disforia aspecifica;
- Pessimismo, irritabilità immotivata;
- Fatica immotivata, debolezza;
- Visione doppia;
- Comportamenti automatici;
- Difficoltà nel parlare;
- Atassia, scoordinazione, a volte scambiate per ubriachezza;
- Problemi motori generali o localizzati, paralisi, emiparesi;
- Mal di testa;
- Shock, coma.

Non tutti i sintomi elencati compaiono in una crisi ipoglicemica, e non c'è un ordine preciso fra di essi. I sintomi di un particolare caso di ipoglicemia dipendono dall'età della vittima e dalla gravità dell'ipoglicemia. Nei bambini, l'ipoglicemia mattutina con chetosi è spesso accompagnata da vomito; nei ragazzi e negli adulti un'ipoglicemia di media gravità può dare sintomi simili a quelli di malattia mentale o di ubriachezza, mentre in persone più anziane i sintomi possono assomigliare a un ictus. Una stessa persona tende a presentare sempre gli stessi sintomi in episodi successivi.
L'ipoglicemia nei neonati può manifestarsi con irritabilità, malessere, spasmi mioclonici, cianosi, sudorazione, stress respiratorio con episodi di apnea, ipotermia, ipotonia muscolare, sonnolenza e rifiuto del cibo. Può rassomigliare a asfissia, ipocalcemia, sepsi o malattie cardiache.
Nei pazienti con diabete insulinodipendente, questo fenomeno è detto ipoglicemia inconsapevole e rappresenta un grave problema clinico quando si tenta un controllo glicemico migliorato. Un altro aspetto di questo fenomeno si ha nella glicogenosi di tipo I, quando l'ipoglicemia cronica prima della diagnosi può essere meglio tollerata dell'ipoglicemia acuta che si ha durante la terapia.
Nella maggioranza dei casi, ipoglicemie tali da causare malori o stati di incoscienza possono essere risolte senza che il cervello subisca danni; casi di morte o di danni neurologici permanenti dovuti ad un singolo episodio di ipoglicemia si sono avuti solo in occasioni di stato di incoscienza molto prolungato e senza soccorsi, impedimenti alla respirazione, ulteriori malattie o incidenza di altre complicazioni. In ogni caso, una grave e prolungata ipoglicemia può a volte portare a danni cerebrali o alla morte.

### Sindrome idiopatica postprandiale e sindrome adrenergica postprandiale

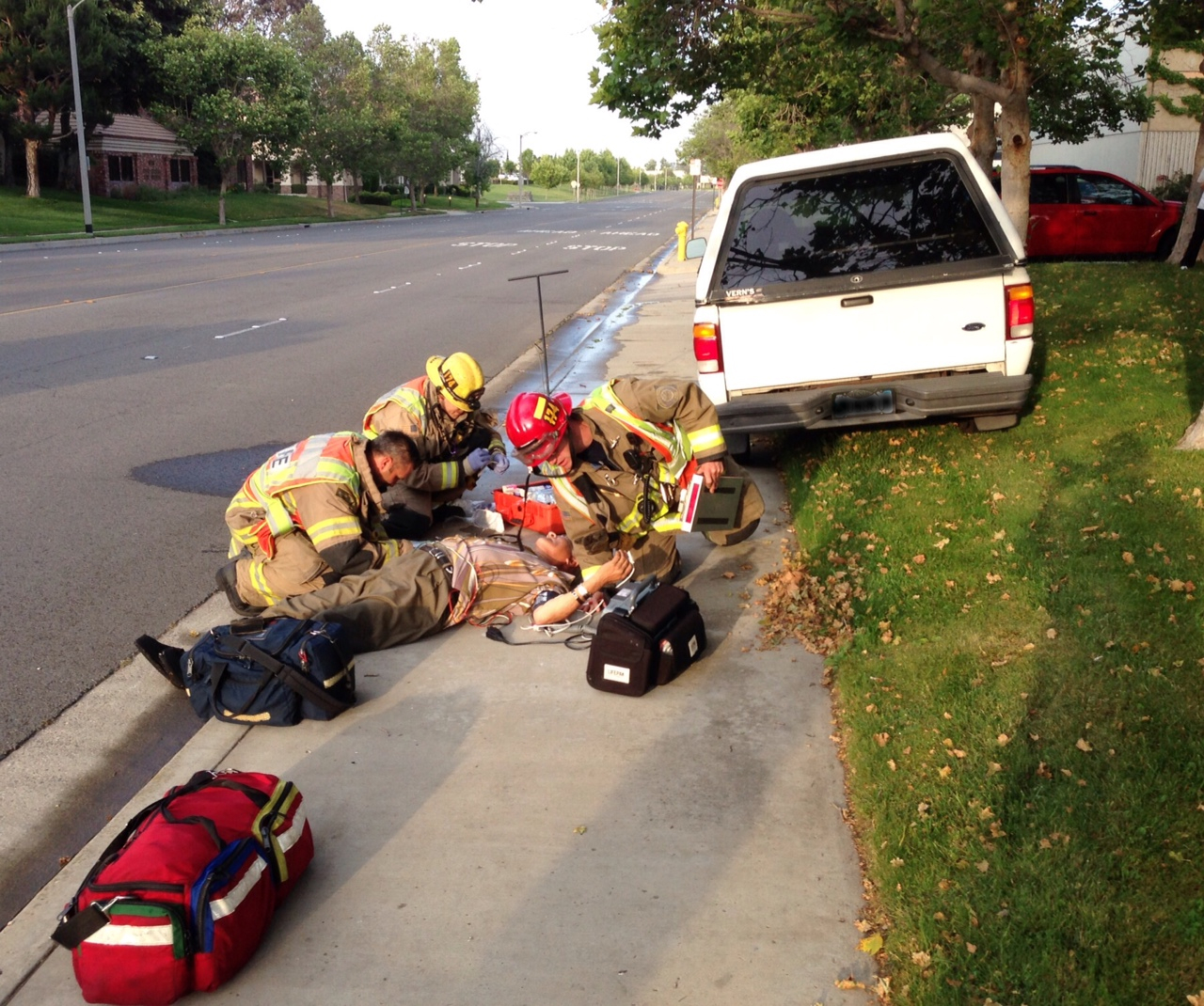
Paramedici della California eseguono un intervento su un uomo che ha perso il controllo del suo veicolo a causa dell'ipoglicemia

Se al momento dei sintomi di tipo ipoglicemico non viene rilevata la presenza di un'ipoglicemia, si è in presenza di una sindrome idiopatica postprandiale. Una condizione delle condizioni in cui non vengono rilevati bassi livelli di glucosio al momento dei sintomi può essere la "sindrome adrenergica postprandiale".
Nonostante una glicemia normale, il paziente avverte sintomi non specifici di tipo adrenergico (sudorazione, palpitazioni, ansietà e nausea) causati dal sistema di contro-regolazione adrenergico, che causa i sintomi e allo stesso tempo evita l'ipoglicemia (glucomeostasi) tramite dei meccanismi chimici.
La sindrome adrenergica postprandiale rappresenta un difetto di regolazione del sistema nervoso autonomo, e non dovrebbe essere classificata come "ipoglicemia". Tuttavia, termini come "pseudo-ipoglicemia" o "non-ipoglicemia", usati un tempo, dovrebbero essere evitati, in quanto non sottolineano la reale presenza dei sintomi avvertiti dai pazienti.
I sintomi sono perlopiù di tipo adrenergico, e sono spesso associati a un carattere di tipo ansioso del paziente. Può essere d'aiuto seguire le indicazioni dietetiche indicate per l'ipoglicemia reattiva (esposte nel paragrafo "Terapia per l'ipoglicemia reattiva").

## Cause di ipoglicemia
La causa più comune di ipoglicemia moderata è la mancata assunzione di nutrienti per un prolungato periodo di tempo (16-24 ore), tempo occorrente per esaurire le riserve di glicogeno epatico.
Una causa di ipoglicemia iatrogena frequente nei diabetici è l'accidentale (o intenzionale) sovradosaggio di farmaci antidiabetici o di insulina, oppure il non mangiare quando necessario dopo aver preso questi medicinali.
Un'altra grave causa di ipoglicemia è l'insulinoma, un tumore delle cellule β delle isole di Langerhans del pancreas: questo tumore causa una superproduzione di insulina che si riversa nel sangue in dosi massicce. Dai livelli di peptide C nel sangue si può capire se l'insulina prodotta è di origine esterna o pancreatica.
Ci sono ovviamente altre cause, sia nei diabetici che nelle persone non diabetiche.
L'ipoglicemia nei diabetici è piuttosto comune, ma in genere non molto grave, si risolve velocemente con un moderato rapporto di carboidrati semplici, tuttavia se non si interviene può portare alla perdita di coscienza. Nei non diabetici si differenzia l'ipoglicemia in due casi: reattiva (postprandiale o comunque dopo i pasti) e digiunale (postassorbitiva). L'ipoglicemia reattiva si ha circa 4 ore dopo aver mangiato; non tutte le cause sono ben comprese, e ci sono ancora pareri discordanti su quali siano le maggiori. L'ipoglicemia digiunale invece si diagnostica con un esame del sangue che mostri una glicemia sotto i 54 mg/dL dopo una notte a digiuno, fra i pasti o dopo esercizio fisico.
L'ipoglicemia reattiva può essere, se particolarmente severa, segno di prediabete in persone predisposte e con parenti malati. L'ipoglicemia digiunale invece può essere sintomo di iperproduzione insulinica o di ridotta disponibilità delle riserve di glicogeno e alcune tra le cause possono essere l'assunzione di alcuni farmaci o di tossine, gravi malattie, alcuni tipi di tumori, carenze ormonali, alcolismo o alcune condizioni ricorrenti durante l'infanzia.
Si parla inoltre di ipoglicemia funzionale quando la causa è un problema del metabolismo, e di ipoglicemia idiopatica quando invece non è possibile individuare una causa fisiologica definita per il basso valore di glicemia. La lista che segue è divisa per classi di cause: nonostante la lunghezza, la lista non è esaustiva.

### Cause di ipoglicemia neonatale transitoria
- Prematurità;
- Ritardo di crescita intrauterina;
  - Minore di due gemelli;
- Sindrome da stress respiratorio grave;
- Tossiemia materna;
- Asfissia perinatale.

### Inedia e malassorbimento
- Digiuno;
- Grave malnutrizione;
- Kwashiorkor;
- Anoressia nervosa;
- Stenosi ipertrofica del piloro;
- Carenza di vitamina B6;
- Carenza di biotina;
- Diarrea;
- Glicosuria renale;
- Difetto di trasporto dei monosaccaridi intestinali combinati.

### Insufficienze organiche e patologie gravi
- Insufficienza cardiaca congestizia;
- Difetto cardiaco congenito cianotico;
- Insufficienza renale, soprattutto cronica;
  - Dialisi;
- Malattie del sistema nervoso centrale;
  - Trauma cranico;
  - Ictus;
  - Gravi encefalopatie;
  - Tumori dell'ipotalamo;
- Malattie del fegato;
  - Gravi epatiti acute dovute a infezioni o tossine;
  - Insufficienza epatica cronica;
  - Sindrome di Reye;
  - Sindrome HELLP (emolisi, elevati enzimi del fegato, trombocitopenia);
- Insulinomi;
- Pancreatiti croniche;
- Sepsi;
- Ipotermia;
- Ipertermia maligna.

### Tumori extrapancreatici
- Meccanismi;
  - Aumentato utilizzo da parte di un tumore attivo o molto grande;
  - Cachessia ed esaurimento delle riserve di glicogeno;
  - Peptidi insulinosimili (soprattutto IGF-II);
  - Inibizione della glicogenolisi o della gluconeogenesi epatica;
  - Ridotta risposta ormonale controregolatoria;
  - Autoimmune (vedi sotto);
- Tumori associati con l'ipoglicemia;
  - Mesotelioma benigno e maligno;
  - Neurofibroma;
  - Fibrosarcoma;
  - Rabdomiosarcoma;
  - Leiomiosarcoma;
  - Liposarcoma;
  - Disembrioma sarcomatoso;
  - Sarcoma a cellule reticolate;
  - Emangiopericitoma;
  - Sarcoma a cellule ad ago;
  - Pseudomixoma peritoneale (sindrome di Rosenfeld);
  - Epatoma (sindrome di Nadler Wolfer Elliott);
  - Carcinoma adrenale (sindrome di Anderson);
  - Carcinoma pancreatico non insulare;
  - Ipernefroma;
  - Adenocarcinoma di prostata, colon, dotto biliare, stomaco;
  - Fibroma semplice;
  - Leucemia;
  - Linfoma e malattia di Hodgkin;
  - Mieloma multiplo;
  - Tumore di Wilms;
  - Apudoma;
  - Tumori carcinoidi;
  - Feocromocitoma (soprattutto dopo l'asportazione);
  - Melanoma;
  - Teratoma;
  - Neuroblastoma;
  - Paraganglioma;

### Iperinsulinismo
- Iperinsulinismo neonatale transitorio;
  - Dovuto a fattori materni;
    - Diabete materno;
    - Eritroblastosi fetale;
    - Eccesso di glucosio endovenoso durante il parto;
    - Sulfanilurea materna;
    - Medicinali tocolitici simpatomimetici (p.es. ritodrina);

  - Dovuto a fattori infantili;
    - Ritardo di crescita intrauterina;
    - Asfissia perinatale;
    - Errato posizionamento del catetere ombelicale;
- Iperplasia delle cellule beta o errata regolazione infantile;
  - Nesidioblastosi;
  - Adenomatosi delle cellule beta;
  - Sindrome di Beckwith-Wiedemann;
- Sindrome di Donohue (leprechaunismo);
- Tumori che secernono insulina (insulinomi);
  - Adenoma delle cellule beta;
  - Carcinoma delle cellule insulari;
  - Sindrome adenomatosica endocrina multipla;
- Ipoglicemia sensibile alla leucina;
- Sindrome pluriglandolare di iperplasia insulare, pituitaria, paratiroidea;
- Insulina esogena e secretori di insulina;
  - Insulina;
    - Terapia del diabete, iperglicemia;
      - Eccessivo dosaggio di insulina o assorbimento accelerato;
      - Eccessiva attività;
      - Alimentazione errata o assorbimento ridotto o ritardato;
      - Alcolismo;
      - Medicinali che interagiscono sinergicamente;
      - Sviluppo di altre malattie;
      - Endocrinopatie acquisite;
      - Insufficienze renali, cardiache o epatiche;

    - Terapia dell'iperalcalemia;
    - Terapia della depressione e della psicosi (shock insulinico);

  - Vaccino contro la pertosse;

### Carenze ormonali
- Cortisolo;
  - Malattia di Addison;
  - Carenza di ACTH;
  - Insensibilità all'ACTH;
  - Ipoplasia adrenale congenita;
  - Iperplasia adrenale congenita;
- Ormone della crescita (GH);
  - Carenza GH isolata;
  - Sindrome di Laron (insensibilità al GH);
- Epinefrina e catecolamine;
  - Insensibilità adrenomedullare;
- Glucagone;
- Deficienze combinate;
  - Ipopituitarismo (varie cause);
  - Sindrome da deprivazione psicosociale (ipotalamica);
  - Ormone tiroideo (deprime la produzione di GH e ACTH);

### Difetti del metabolismo
- Glicogenolisi difettosa o accumulazione di glicogeno;
  - Insufficienza di glucosio-6-fosfatasi (malattia di von Gierke);
  - Pseudoglicogenosi di tipo I;
  - Insufficiente amino-1,6-glucossidasi (glicogenosi di tipo III);
  - Insufficiente fosforilasi epatica (glicogenosi di tipo VI);
  - Insufficiente fosforilasi-chinasi epatica (glicogenosi di tipo IXb);
  - Insufficiente glicogeno-sintasi (glicogenosi di tipo O);
- Galattosio-1-fosfato-uridiltransferasi (galattosemia);
- Difetti della gluconeogenesi e alimentazione del substrato;
  - Deficit di Fruttosio 1,6-difosfatasi;
  - Acidemia isovalerica;
  - Ipoalaninemia;
  - Fosfoenolpiruvato-carbossichinasi;
  - Insufficiente piruvato-carbossilasi (sindrome di Leigh);
  - Insufficiente fruttosio-1-fosfato-aldolasi;
- Difetti della beta-ossidazione mitocondriale e del metabolismo degli acidi grassi;
  - Carenza sistemica di carnitina;
    - Carenze enzimatiche;
    - Carnitina-palmitolotransferasi I;
    - Carnitina-palmitolotransferasi II;
    - Carnitina-aciltransferasi;

  - Butirril-CoA-deidrogenasi;
  - Idrossimetilbutaril-CoA-liasi;
  - Metilcrotonil-CoA-carbossilasi;
  - Acil-CoA-deidrogenasi a catena media;
  - Acil-CoA-deidrogenasi a catena corta;
  - Acil-CoA-deidrogenasi a catena lunga;
  - Acil-CoA-deidrogenasi multipla (aciduria glutarica di tipo II);
  - 3-idrossiacil-CoA-deidrogenasi a catena lunga;
  - 3-idrossiacil-CoA-deidrogenasi a catena corta;
  - Carnitina/acilcarnitina-translocasi;
- Enoil-CoA-idratasi;
- Chetotiolasi;
- Succinil-CoA: acetoacetato-transferasi;
- Difetti del metabolismo degli amminoacidi;
  - Malattia dell'urina a sciroppo d'acero;
  - Acidemia metilmalonica;
  - Aciduria idrossimetilglutarica;
  - Tirosinosi;
  - Fenilchetonuria;
  - Acidemia propionica;
- Difetti vari del metabolismo;
  - Difetto del trasporto tipo I del glucosio nel cervello;
  - Aciduria metilglutaconica;
  - Sucrosuria;
  - Intolleranza al glicerolo;
  - Varianti rare dell'intolleranza al galattosio;
  - Altri difetti metabolici rari o congeniti e scarsamente documentati;

### Medicinali e tossine
- Insulina e altri agenti antidiabetici;
- Medicinali e sostanze associate con ipoglicemia;
  - Etanolo;
  - Betabloccanti, come il propranololo;
  - Salicilati;
  - Acetaminofene;
  - Acetazolamide;
  - Idrossido di alluminio;
  - Clorochina;
  - Clorpromazina;
  - Cimetidina, ranitidina;
  - Difenidramina e altri antistaminici;
  - Propossifene;
  - Disopiramide;
  - Doxepina;
  - Golitelia (nella sindrome di ostruzione intestinale distale nella fibrosi cistica);
  - Imipramina;
  - Indometacina;
  - Isoxsuprina;
  - Fattore della crescita I insulinosomile;
  - Lidocaina;
  - Litio;
  - Pentamidina;
  - Propranololo, nadololo, nabetololo, metoprololo;
  - Orfenadrina;
  - Ossitetraciclina;
  - Chinino e chinidina;
  - Perexidrina;
  - Ritodrina;
  - Aloperidolo;
  - Agenti chelanti (BAL e EDTA);
  - THAM;
  - Colchicina;
  - Acido paraaminobenzoico, acido paraaminosalicilico;
  - Colestiramina aggiunta durante terapia con glucocorticoidi (riduce l'assorbimento);
- Sostanze e farmaci che abbassano la glicemia nei diabetici;
  - Enlapril e captopril;
  - Coumarina;
  - Fenilbutazone;
  - Antistaminici;
  - Solfoantibiotici, compresi SMX/TMP (soprattutto in caso di insufficienza renale);
  - inibitori delle monoamminossidasi (IMAO);
  - Azapropazone;
  - Buformina;
  - Carbutamide;
  - Cibenzolina;
  - Cicloeptolamide;
  - Glibornuride;
  - Gliclazide;
  - Mebanazina;
  - Metaexamide;
  - Perexilina;
  - Sulfadimidina;
  - Sulfafenazolo;
- Tossine;
  - Veleno di amanita falloide;
  - Estratto di Abractilis gommifera (una pianta del Mar Mediterraneo);
  - Ipoglicina da frutti tropicali (malattia del vomito giamaicana);
  - Paratione;
  - Vacor (veleno derattizzante);

### Cause idiopatiche e varie
- Ipoglicemia chetotica;
  - Carenze ormonali ed enzimatiche identificabili;
- Cause idiopatiche;
  - Ipoglicemia idiopatica ad eziologia sconosciuta;
  - Autoimmune;
  - Anticorpi anti-insulina;
  - Anticorpi contro i recettori dell'insulina;
  - Stimolazione di anticorpi contro le cellule delle isole di Langerhans nel pancreas;
  - Tirotossicosi (estremamente raro);
  - Infezioni;
    - Parotite epidemica;
    - Varicella;
    - Pertosse;
    - Malaria;
    - Morbillo;

  - Superallenamento;
  - Cause di apparente ipoglicemia;
    - Consumo di glucosio in vitro dopo il prelievo del campione di sangue;
    - Globuli bianchi leucemici possono consumare molto glucosio in vitro;
    - Policitemia o infanzia (consumo in vitro da parte dei globuli rossi);
    - Prelievo di sangue per analisi inaccurato;
    - Intervalli di prelievo troppo brevi;

### Ipoglicemia reattiva (o postprandiale)
L'ipoglicemia reattiva (o postprandiale) è quella che può manifestarsi con tempistica variabili in conseguenza all'assunzione di zuccheri o cibi glucidici.
Si possono distinguere vari tipi di ipoglicemia reattiva 
1) Ipoglicemia alimentare ("sindrome da dumping" dumping syndrome - MayoClinic.com o "sindrome da accelerato svuotamento gastrico")
Dovuta a disturbi conseguenti a un'operazione all'apparato digerente, come:
- Una fundoplicatio per la terapia del reflusso gastroesofageo;
- Sindrome da scarico dopo una gastrectomia;
- Sindrome da viscere corto.

Può esservi, in rari casi, anche un disturbo idiopatico della motilità gastrointestinale.
Nell'ipoglicemia alimentare, il cibo ingerito viene rilasciato nel duodeno troppo in fretta, rispetto ai tempi fisiologici; questo causa un'abnorme secrezione di insulina, e quindi, ipoglicemia.
Si distinguono una "early dumping syndrome", quando i sintomi si manifestano dopo circa mezz'ora dopo il pasto, e una "late dumping syndrome", quando si manifestano nell'arco delle restanti cinque ore successive al pasto.
2) Stato di prediabete
Stato iniziale di un diabete mellito di tipo II caratterizzato da una sintomatologia di tipo adrenergico 4-5 ore dopo i pasti, con forte abbassamento della glicemia dopo una fase iniziale di iperglicemia Disordini del metabolismo dei carboidrati.
3) Ipoglicemia dovuta a cause ormonali (ad esempio, ipotiroidismo)
4) Gastrite causata da Helicobacter pylori
Alcuni risultati suggeriscono che la gastrite da Helicobacter pylori può contribuire all'insorgenza di ipoglicemia postprandiale. Helicobacter pylori-induced gastritis may contribu... Dig Dis Sci. 1999 - PubMed result
5) Deficienze enzimatiche congenite Disordini del metabolismo dei carboidrati
Caratteristiche della prima o della seconda infanzia:
- Intolleranza ereditaria al fruttosio;
- Galattosemia;
- Ipersensibilità alla leucina dell'infanzia.

6) Ipoglicemia reattiva idiopatica o funzionale
Altre cause possono essere:
- Ipoglicemia dopo una iniezione endovenosa di glucosio;
- Improvvisa interruzione di nutrizione per via parenterale o di glucosio per endovena;
- Dopo una trasfusione con sangue ACD conservato, in neonati;
- Terapia di ormoni della crescita a giorni alternati.

## Terapia
Per un singolo episodio ipoglicemico, se il paziente è cosciente, può bastare l'assunzione di alimenti ricchi di carboidrati; se ha perso conoscenza è necessario fornire glucosio per endovena e/o glucagone, un ormone con azione antagonista che contrasta lo stato ipoglicemico. Se il paziente è diabetico, il soccorritore deve stare molto attento, nella confusione dei soccorsi, a non somministrare una quantità eccessiva di glucosio e non iniettargli insulina, in entrambi i casi l'iper-o ipoglicemia evocata potrebbe portare conseguenze più gravi della crisi.

### Terapia per l'ipoglicemia reattiva
È necessario rilevare la presenza di vera ipoglicemia durante la presenza dei sintomi.
Per questo scopo può essere indicato l'OGTT (Oral Glucose Tolerance Test), chiamato anche Curva da carico, un test comunemente effettuato anche per le diagnosi di diabete. Consiste in una serie di prelievi di sangue a intervalli regolari, prima e dopo l'assunzione di una soluzione contenente 75 grammi di glucosio.
Dai campioni di sangue si rileva l'andamento del glucosio e dell'insulina (curva glicemica e curva insulinemica). Il test può risultare in un'ipoglicemia anche in soggetti sani. Per questo è stato proposto il "breakfast test", un test simile all'OGTT, ma con l'assunzione di un pasto iperglucidico anziché i 75 grammi di glucosio .
Il test, in quanto può dare adito a ipoglicemia, è da effettuare sotto l'osservazione del personale medico.
Ci sono comunque delle norme dietetiche che possono attenuare di molto la sintomatologia:
- Fare piccoli pasti e spuntini circa ogni 3 ore
- Fare esercizio fisico regolare;
- Preferire cibi ricchi di fibre e, più in generale, quelli con indice glicemico medio-basso;
- Evitare o limitare cibi ricchi di zuccheri, alcolici e caffeina, soprattutto a stomaco vuoto;
- Variare molto l'alimentazione:
  - Carne, pesce e fonti di proteine non animali (legumi)
  - Pane integrale, riso integrale o altri cibi derivati da cereali integrali;
  - Frutta e verdura;
  - Formaggi e prodotti caseari (con moderazione);
- Eventualmente, aggiungere 5 o 10 grammi di fibre solubili (come emicellulosa, pectina o gomma di guar) al pasto , specialmente nel caso di ipoglicemia reattiva causata da sindrome da dumping.

In caso i sintomi persistessero, ci sono dei rimedi farmacologici , che però vanno somministrati da un medico competente in materia.

### Terapia per l'ipoglicemia digiunale
Per l'ipoglicemia digiunale, stanti l'ampia gamma di cause possibili, non è possibile dare delle indicazioni generali; la terapia va decisa da un medico caso per caso.